# Hendrik Hansen (Politikwissenschaftler)
Hendrik Hansen (* 1966) ist ein deutscher Politikwissenschaftler. Seit 2019 ist er Professor für Politischen Extremismus und Politische Ideengeschichte am Fachbereich Nachrichtendienste der Hochschule des Bundes für öffentliche Verwaltung.

## Leben
Hansen studierte nach dem Abitur 1984 am Französischen Gymnasium Berlin die Fächer Volkswirtschaftslehre, Politikwissenschaft und Philosophie an der Technischen Universität Berlin (Diplom-Volkswirt 1991), der Freien Universität Berlin und der Université Paris 1 Panthéon-Sorbonne (Maîtrise ès sciences économiques 1988). 1998 wurde er an der Wirtschaftswissenschaftlichen Fakultät der Technischen Universität Bergakademie Freiberg zum promoviert. 2007 habilitierte er sich in Politikwissenschaft an der Universität Passau. 2008/09 vertrat Hansen die Professur für Politische Theorie und Ideengeschichte an der Staatswissenschaftlichen Fakultät der Universität Erfurt und 2010/11 für Methoden der Politikwissenschaft am Institut für Politikwissenschaft der Universität Regensburg. Ab 2011 war er Professor für Internationale und europäische Politik, Verwaltungswissenschaft an der Fakultät für Vergleichende Staats- und Rechtswissenschaften der privaten, deutschsprachigen Andrássy Universität Budapest. 2012 wurde er Dekan an der Fakultät und 2013 dann außerplanmäßiger Professor an der Philosophischen Fakultät der Universität Passau. Von März 2014 bis März 2017 war er Prorektor der Andrássy Universität.
Er ist u. a. Mitherausgeber der Reihe Andrassy Studien zur Europaforschung (Nomos Verlag), Mitglied des Editorial Board von A Modern History of Politics and Violence (Bloomsbury Publishing), Beiratsmitglied der Zeitschrift Compass: Political Religions (Wiley-Blackwell) und Mitglied im Beirat des Europazentrums der Babeș-Bolyai-Universität Cluj in Rumänien.
Seit 2019 ist er Professor für Politischen Extremismus und Politische Ideengeschichte am Fachbereich Nachrichtendienste der Hochschule des Bundes für öffentliche Verwaltung.

## Auszeichnungen
- 2000: Forschungsstipendium der Fritz-Thyssen-Stiftung
- 2008: Stanley G. Payne Memorial Award in the Field of Ideological Studies, Totalitarian Movements and Political Religions
- 2008: Karl-Heinz-Pollok Gedächtnispreis, Universität Passau

## Schriften (Auswahl)
- Die Nachfrage nach Umweltqualität in der Bundesrepublik Deutschland. Forschungsbericht 10103110/11 (= Deutschland, Umweltbundesamt, Berichte. 91,4). Erich Schmidt, Berlin 1991, ISBN 3-503-03227-4.
- Die wettbewerbspolitische Beurteilung horizontaler Forschungs- und Entwicklungskooperationen (= Volkswirtschaftliche Schriften. H. 494). Duncker und Humblot, Berlin 1999, ISBN 3-428-09728-9.
- Politik und wirtschaftlicher Wettbewerb in der Globalisierung. Kritik der Paradigmendiskussion in der internationalen politischen Ökonomie. VS Verlag für Sozialwissenschaften, Wiesbaden 2008, ISBN 978-3-531-15722-1.